# Хольцер, Георг
Георг Хольцер (нем. Georg Holzer; род. 9 марта 1957, Вена, Австрия) — австрийский лингвист, профессор Венского университета. Член-корреспондент Хорватской академии наук и искусств (2008).

## Биография
Георг Хольцер родился в 1957 году в Вене, окончил отделение славистики и индоевропейского языкознания Венского университета, в 1982 году защитил докторскую диссертацию. C 1982 по 1985 преподавал немецкий язык на факультете гуманитарных и общественных наук в университете Загреба. В 1990 году прошёл процедуру хабилитации. В 1997 году избран профессором Института славистики Венского университета, продолжает преподавать в Загребе и Задаре.

## Исследования
Георг Хольцер — автор более 50 научных публикаций, известный специалист в области славянского и индоевропейского языкознания, компаративистики и ономастики. В 1995 году предложил новую концепцию состояния праславянского языка ок. VII в. н. э., сначала встреченную скептически, но затем принятую мировой славистикой. Вместе с Ангелой Бергермайер (Angela Bergermayer) Г. Хольцер руководит инициированным Австрийской академией наук проектом «Die Sprache des mittelalterlichen Slawentums in Österreich (Язык средневековых славян в Австрии)», по результатам которого к изданию готовится словарь топонимов славянского происхождения на территории современной Австрии.
Член-корреспондент Хорватской Академии наук и искусств, член Балканской комиссии Австрийской академии наук, член редколлегии журнала «Вопросы ономастики».

## Основные сочинения
- Entlehnungen aus einer bisher unbekannten indogermanischen Sprache im Urslavischen und Urbaltischen. Austrian Academy of Sciences, Vienna 1989, ISBN 3-7001-1552-0
- Das Erschließen unbelegter Sprachen. Zu den theoretischen Grundlagen der genetischen Linguistik. Peter Lang, Frankfurt am Main u.a. 1996, ISBN 3-631-49372-X
- Die Slaven im Erlaftal. Eine Namenlandschaft in Niederösterreich. Editor Anton Eggendorfer and Willibald Rosner, NÖ Inst. für Landeskunde, Sankt Pölten 2001 ISBN 3-85006-135-3
- Rekonstruowanie języków niepoświadczonych. Pod redakcją Wacława Waleckiego. Przekład Jolanta Krzysztoforska-Doschek. Collegium Columbinum , Cracow 2001, ISBN 83-87553-37-9
- Historische Grammatik des Kroatischen. Einleitung und Lautgeschichte der Standardsprache, Peter Lang 2007, Frankfurt am main, ISBN 978-3-631-56119-5
- Untersuchungen zum Urslavischen. Einleitende Kapitel, Lautlehre, Morphematik. Peter Lang, Berlin 2020, ISBN 978-3-631-81663-9